# Li Guohao
Li Guohao, en chino simplificado. 李国豪; (condado de Mei, Guangdong,13 de abril de 1913; Shanghái, 23 de febrero de 2005) fue un ingeniero estructural chino y experto en ingeniería de puentes, conocido como Puente colgante Li. Su método de cálculo, con un alto grado de precisión aunque de extrema complejidad, puede reducir el costo de ingeniería y promover la estabilidad del puente. Li también fue presidente de la Conferencia Consultiva Política del Pueblo Chino (CCPPCh) de Shanghái, lo que lo convirtió en un político de rango provincial-ministerial.

## Biografía
A la edad de 16 años, Li, hijo de una familia campesina pobre, completó el curso preparatorio para la Universidad de Tongji en Shanghái y comenzó a estudiar ingeniería civil allí en 1931, graduándose con distinción en 1936. Solo un año más tarde, Li estudió los seminarios sobre estructuras de acero y puentes de acero de su predecesor alemán; en esos días, la Universidad de Tongji tenía muchos científicos alemanes visitantes en su personal, incluido Erich Wilfried Reuleaux (1883-1967), profesor de ferrocarriles y transporte en Darmstadt (Alemania), que estuvo en China desde 1934 hasta 1937.
Li, que recibió una beca de la Fundación Alexander von Humboldt, comenzó su trabajo de investigación con Kurt Klöppel en TU Darmstadt en el otoño de 1938. Obtuvo un doctorado en 1940 por su disertación pionera sobre el cálculo práctico de puentes colgantes de acuerdo con la teoría de segundo orden. Juntos, Klöppel y Li publicaron más hallazgos de investigación sobre el análisis cuantitativo de puentes colgantes. En cuanto a la teoría de la estabilidad, durante la redacción de DIN 4114 (Norma alemana de estabilidad de estructuras de acero), apareció el excelente artículo sobre el criterio suficiente para el punto de ramificación del equilibrio elástico, que Klöppel y Li explicaron utilizando el ejemplo del pandeo de puntales. Sus hallazgos teóricos también se aplicaron al vuelco, pandeo de placas y pandeo por torsión-flexión. Li presentó su tesis de habilitación a la Facultad de Construcción en Darmstadt TH en enero de 1942.
Después de la guerra, regresó a Shanghái para ocupar un puesto de profesor en la Universidad Tongji en 1946. Mientras estuvo allí, escribió libros de texto sobre el diseño de estructuras de acero (1952), puentes de acero (1952) y dinámica de puentes (1955). Li fue elegido miembro de la Academia de Ciencias de China en 1955. Un año después se convirtió en prorrector de la Universidad de Tongji y estableció la Facultad de Mecánica aplicada, donde impartió clases de dinámica estructural y mecánica de placas y conchas. Li ya tenía fama de ingeniero de puentes e influyó en el diseño de varios puentes sobre el Yangtze. Como muchos intelectuales, Li fue condenado al ostracismo como fuerza científica reaccionaria durante la Revolución Cultural de China (1966-1976), pero fue rehabilitado en 1977 y se convirtió en rector de su alma mater. Li siguió siendo productivo incluso durante la Revolución Cultural.
Durante la década de 1980, Li escribió libros sobre ingeniería sísmica (1980), obras de ingeniería sometidas a explosiones (1989) y, por supuesto, el cálculo de puentes (1988). La década de 1980 se puede llamar con razón la fase preparatoria para la construcción de grandes puentes en China, con Li como su padre fundador. Li Guohao participó en varios diseños y construcciones de puentes famosos, como el puente ferroviario Chengdu-Kunming y el puente sobre el río Yangtze de Nanjing. Sus servicios a los desarrollos científico técnicos fueron reconocidos con numerosos premios, por ejemplo, la Medalla Goethe (1982), doctorados honorarios de la Universidad de Tongji (1984) y TU Universidad Tecnológica de Darmstadt (1985), miembro de la Academia China de Ciencias de la Ingeniería (1994) y el Ho Premio Leung Ho Lee (1995).
Debido a sus logros sobresalientes, Li fue calificado como uno de los 10 mejores expertos en puentes de fama mundial por la Asociación Internacional de Ingeniería de Puentes y Estructuras en 1981.

## Obras
- con Kurt Klöppel: Hängebrücken mit besonderer Stützbedingung des Versteifungsträgers, en: Der Stahlbau 13 (1940), No. 21/22, pp. 109-116. (en alemán)
- Praktische Berechnung von Hängebrücken nach der Theorie II. Ordnung. Einfeldrige und durchlaufende Versteifungsträger mit konstantem und veränderlichen Trägheitsmoment , en: Der Stahlbau 14 (1941), núm. 14/15, págs. 65-69 y núm. 16/18, págs. 78-84. (en alemán)
- con Kurt Klöppel: Berechnung von Hängebrücken nach der Theorie II. Ordnung unter Berücksichtigung der Nachgiebigkeit der Hänger, en: Der Stahlbau 14 (1941), núm. 19/20, págs. 85-88. (en alemán)
- con Kurt Klöppel: Das hinreichende Kriterium für den Verzweigungspunkt des elastischen Gleichgewichts, en: Der Stahlbau 16 (1943), núm. 6/7, págs. 17-21. (en alemán)
- Ermittlung der Einflußlinien von Stabwerken auf geometrischem Wege, en: Der Stahlbau 16 (1943), núm. 12/13, págs. 45-52 y núm. 14/16, págs. 58-64. (en alemán)
- con Kurt Klöppel: Das hinreichende Kriterium für den Verzweigungspunkt des elastischen Gleichgewichts, en: Der Stahlbau 16 (1943), núm. 6/7, págs. 17-21. (en alemán)
- Análisis de Puentes Cajón y Truss . Berlín / Heidelberg: Springer-Verlag 1988.
- con A. Chen, A., 2001. Neuere Großbrücken en China, en: Stahlbau 70 (2001), No. 9, págs. 661-666. (en alemán)